# ERA Real Estate-Circus/Saison 2015
Dieser Artikel listet Erfolge und Fahrer des Radsportteams ERA Real Estate-Circus in der Saison 2015 auf.

## Erfolge in der Cyclocross Tour
Bei den Rennen der UCI-Cyclocross-Saison 2014/15 gelangen dem Team nachstehende Erfolge.
| Datum        | Rennen                                                      | Kat. | Fahrer            |
| ------------ | ----------------------------------------------------------- | ---- | ----------------- |
| 9. November  | Superprestige Ruddervoorde, Ruddervoorde (U23)              | CU   | Laurens Sweeck    |
| 30. November | bpost bank Trofee – Flandriencross Hamme, Hamme-Zogge (U23) | CU   | Laurens Sweeck    |
| 6. Dezember  | bpost bank Trofee – GP Hasselt, Hasselt (U23)               | CU   | Diether Sweeck    |
| 20. Dezember | Noordvlees Van Gool Cyclocross Essen, Essen (U23)           | CU   | Laurens Sweeck    |
| 30. Dezember | bpost bank Trofee – Azencross Loenhout, Loenhout (U23)      | CU   | Laurens Sweeck    |
| 1. Januar    | bpost bank Trofee – G.P. Sven Nys, Baal (U23)               | CU   | Laurens Sweeck    |
| 11. Januar   | Belgische Meisterschaft, Erpe-Mere (U23)                    | CN   | Laurens Sweeck    |
| 11. Januar   | Deutsche Meisterschaft, Borna                               | CN   | Marcel Meisen     |
| 11. Januar   | Schweizer Meisterschaft, Aigle                              | CN   | Julien Taramarcaz |
| 7. Februar   | bpost bank Trofee – Krawatencross, Lille (U23)              | CU   | Laurens Sweeck    |
| 8. Februar   | Superprestige Hoogstraten, Hoogstraten (U23)                | CU   | Laurens Sweeck    |
| 14. Februar  | Superprestige Noordzeecross Middelkerke, Middelkerke (U23)  | CU   | Laurens Sweeck    |
| 22. Februar  | Internationale Sluitingsprijs, Oostmalle (U23)              | CU   | Diether Sweeck    |

## Abgänge – Zugänge
| Zugänge | Team 2014 | Abgänge                         | Team 2015        |
| ------- | --------- | ------------------------------- | ---------------- |
|         |           | Mariusz Gil                     | Unbekannt        |
|         |           | Bart Aernouts (bis 22. Februar) | Karriereende     |
|         |           | Marcel Meisen (bis 22. April)   | Team Kuota-Lotto |

## Mannschaft
| Name              | Geburtstag        | Nationalität |
| ----------------- | ----------------- | ------------ |
| Martin Bína       | 21. Mai 1983      | Tschechien   |
| Kevin Cant        | 11. März 1988     | Belgien      |
| Joeri Hofman 1    | 6. Juli 1992      | Belgien      |
| Radomír Šimůnek   | 6. September 1983 | Tschechien   |
| Diether Sweeck    | 17. Dezember 1993 | Belgien      |
| Hendrick Sweeck   | 13. Januar 1992   | Belgien      |
| Laurens Sweeck    | 17. Dezember 1993 | Belgien      |
| Julien Taramarcaz | 12. November 1987 | Schweiz      |